# خولیو سپرو
خولیو سپرو (اسپانیایی: Julio Cepero‎؛ زادهٔ ۲۷ سپتامبر ۱۹۵۳) بازیکن فوتبال اهل کوبا بود.
وی همچنین در تیم ملی فوتبال کوبا بازی کرده‌است.